# إي. إف. بنسون
إي. إف. بنسون (بالإنجليزية: E. F. Benson) (24 يوليو 1867، باركشير في المملكة المتحدة - 29 فبراير 1940، لندن في المملكة المتحدة)؛كاتب وروائي بريطاني.

## نشأته
وُلد إي. إف. بنسون في مدرسة ويلينغتون في باركشير، وهو الطفل الخامس لمدير المدرسة، إدوارد وايت بنسون (الذي أصبح لاحقًا مستشار كاتدرائية لنكولن وأسقف ترورو ورئيس أساقفة كانتربيري)، وزوجته ماري (سيدجويك قبل الزواج).
بنسون هو الأخ الأصغر لآرثر كريستوفر بنسون، الذي كتب كلمات أغنية «أرض الأمل والمجد»، وروبرت هيو بنسون، مؤلف العديد من الروايات والأعمال الدفاعية الرومانية الكاثوليكية، ومارغريت بنسون (ماغي)، وهي مؤلفة وعالمة مصريات هاوية. توفي شقيقان آخران في صغرهما. أنجب والدا بنسون ستة أطفال ولم يكن لهما أحفاد.
تلقى بنسون تعليمه في مدرسة تمبل غروف، وفي كلية مارلبورو بعد ذلك، حيث كتب بعض أعماله المبكرة التي استندت عليها روايته ديفيد بليز. واصل تعليمه في كلية الملك في كامبريدج. في كامبريدج، كان عضوًا في نادي بّيت، وأصبح زميلًا فخريًا لكلية المجدلية في مرحلة لاحقة من حياته.
لم ينجح بنسون في كامبريدج.

## أعماله
نشر بنسون أول كتاب له بعنوان رسومات من مارلبورو. بدأ مسيرته في كتابة الروايات برواية دودو المثيرة للجدل بطريقة عصرية (آنذاك) عام 1893، والتي حققت نجاحًا فوريًا، وألحقها بمجموعة متنوعة من دراما الهجاء والرومانسية والخارقة للطبيعة. تضمنت رواية دودو وصفًا لاذعًا للمؤلفة الموسيقية وناشطة الاقتراع المتشددة إثيل سميث (التي «اعترفت بها ببهجة»، على حد تعبير الممثلة برونيلا سكاليس)، وكرر بنسون نجاح الرواية مع نفس طاقم الشخصيات بعد جيل في رواية دودو الثاني (1914)، والتي تمثل «الوقائع المميزة لمرحلة ما قبل جماعة الشباب الساطع عام 1914» وفي رواية عجائب دودو عام 1921، وهي «تاريخ اجتماعي مباشر للحرب العالمية الأولى في أراضي مي فير وشاير». تتألف سلسلة ماب ولوسيا، التي كتبها في وقت متأخر نسبيًا من حياته المهنية، من ست روايات وقصتين قصيرتين. الروايات هي: الملكة لوسيا، ولوسيا في لندن، والآنسة ماب، وماب ولوسيا، وازدهار لوسيا (المنشورة بعنوان لوسيا المبجلة في الولايات المتحدة)، ومتاعب بسبب لوسيا. القصص القصيرة هي «المنتحل الذكر» و«المساكن المنشودة». تظهر كلاهما في مختارات قصص بنسون القصيرة، وغالبًا ما تُلحق الأولى بنهاية رواية الآنسة ماب.
في فبراير 1983، بثت إذاعة راديو بي بي سي 4 متاعب بسبب لوسيا –تعديل من 12 جزءًا أجراه أوبري وودز على الروايات الأربع الأولى. في أبريل ومايو 2007، بث راديو بي بي سي 4 ماب ولوسيا –تعديل من عشرة أجزاء أجراه نيد شريين. في عام 2008، بث راديو بي بي سي 4 ازدهار لوسيا –تمثيل درامي من خمسة أجزاء أجراه جون بيكوك على الرواية الخامسة.
صوّر جيرالد سافوري الروايات الثلاث الأخيرة ضمن سلسلة تلفاز درامية تألفت من عشر حلقات وأنتجتها شركة لندن ويكند تليفيجن وبُثّت في عرضين من خمسة أجزاء بين عامي 1985 و1986 على القناة الرابعة المُطلقة مؤخرًا. بعنوان ماب ولوسيا، ظهرت جيرالدين مكوين في السلسلة بدور لوسيا وبرونيلا سكاليس بدور ماب وأدى نايجل هوثورن دور جورجي. في عام 2007، بثت قناة آي تي في 3 البريطانية السلسلة في الفترة 1985-1986. ألّف ستيف بيمبرتون تمثيلًا دراميًا من ثلاثة أجزاء -بطولة ميراندا ريتشاردسون في دور ماب، وآنا شانسلور في دور لوسيا، وستيف بيمبيرتون في دور جورجي- وبُثّ على قناة بي بي سي الأولى على مدار أمسيات متتالية بين 29 و31 ديسمبر 2014.
اشتهر بنسون أيضًا بكتابة قصص الأشباح الفكاهية أو الساخرة، والتي نُشرت للمرة الأولى في مجلات القصص مثل مجلة بيرسون أو مجلة هاتشينسون، وصوّر إدموند بلامبيد 20 قصة منها. أعاد ناشر بنسون الرئيسي، والتر هاتشينسون، طباعة هذه «القصص المرعبة» في مجموعات. في عام 1906، عُدّلت قصته القصيرة «سائق الحافلة» عدة مرات (وهي حكاية نبوءة بحادث مروع حول شخص يطارده سائق عربة موتى)، وبشكل ملحوظ أثناء عام 1944 (لفيلم ديد أوف نايت (جنح الظلام) وكحكاية في مختارات قصص الأشباح لبينيت سيرف الصادرة في نفس العام) ولحلقة في سلسلة توايلايت زون (منطقة الشفق) عام 1961. خلق شعار القصة، «غرفة لشخص آخر»، أسطورة، وحدث ذلك أيضًا في أغنية «حفلة الرجل المتوفي» لفرقة أوينغو بوينغو في عام 1986.

## روابط خارجية
- إي. إف. بنسون على موقع IMDb (الإنجليزية)
- إي. إف. بنسون على موقع الموسوعة البريطانية (الإنجليزية)
- إي. إف. بنسون على موقع ميوزك برينز (الإنجليزية)
- إي. إف. بنسون على موقع ميوزك برينز (الإنجليزية)
- إي. إف. بنسون على موقع قاعدة بيانات برودواي على الإنترنت (الإنجليزية)
- إي. إف. بنسون على موقع قاعدة بيانات برودواي على الإنترنت (الإنجليزية)
- إي. إف. بنسون على موقع قاعدة بيانات الفيلم (الإنجليزية)